# Ugo Gregoretti
Ugo Gregoretti (ur. 28 września 1930 w Rzymie, zm. 5 lipca 2019 tamże) – włoski reżyser i scenarzysta filmowy, telewizyjny i sceniczny, aktor. W swojej karierze wyreżyserował 20 filmów.

## Życiorys
Urodzony w Rzymie Gregoretti wstąpił do RAI w 1953 roku, pracując jako dokumentalista i reżyser. W 1960 roku zdobył nagrodę Premio Italia za telewizyjny dokument La Sicilia del Gattopardo. W 1962 roku zadebiutował w filmie komediodramatem I nuovi angeli. Od 1978 roku rozpoczął działalność na scenie jako reżyser przedstawień prozatorskich i operowych. Jego działalność jako reżysera charakteryzowała się głównie wrażliwością na kwestie polityczne i społeczne, połączoną ze szczególnym wykorzystaniem ironii i satyry. Był dyrektorem Teatru Stałego w Turynie w latach 1980–1989, a w 1995 roku został mianowany dyrektorem Akademii Narodowej im. Silvio D’Amico. W 2010 roku otrzymał specjalną nagrodę Lifetime Nastro d’Argento za swoją karierę.

## Filmografia

### Scenarzysta
- 1963: Ro.Go.Pa.G.
- 1963: Omicron
- 1964: Najpiękniejsze oszustwa świata
- 1964: Piękne rodziny
- 1980: Taras
- 1988: To się dzieje jutro
- 1990: Majowy musical